# Stefan Szirucsek

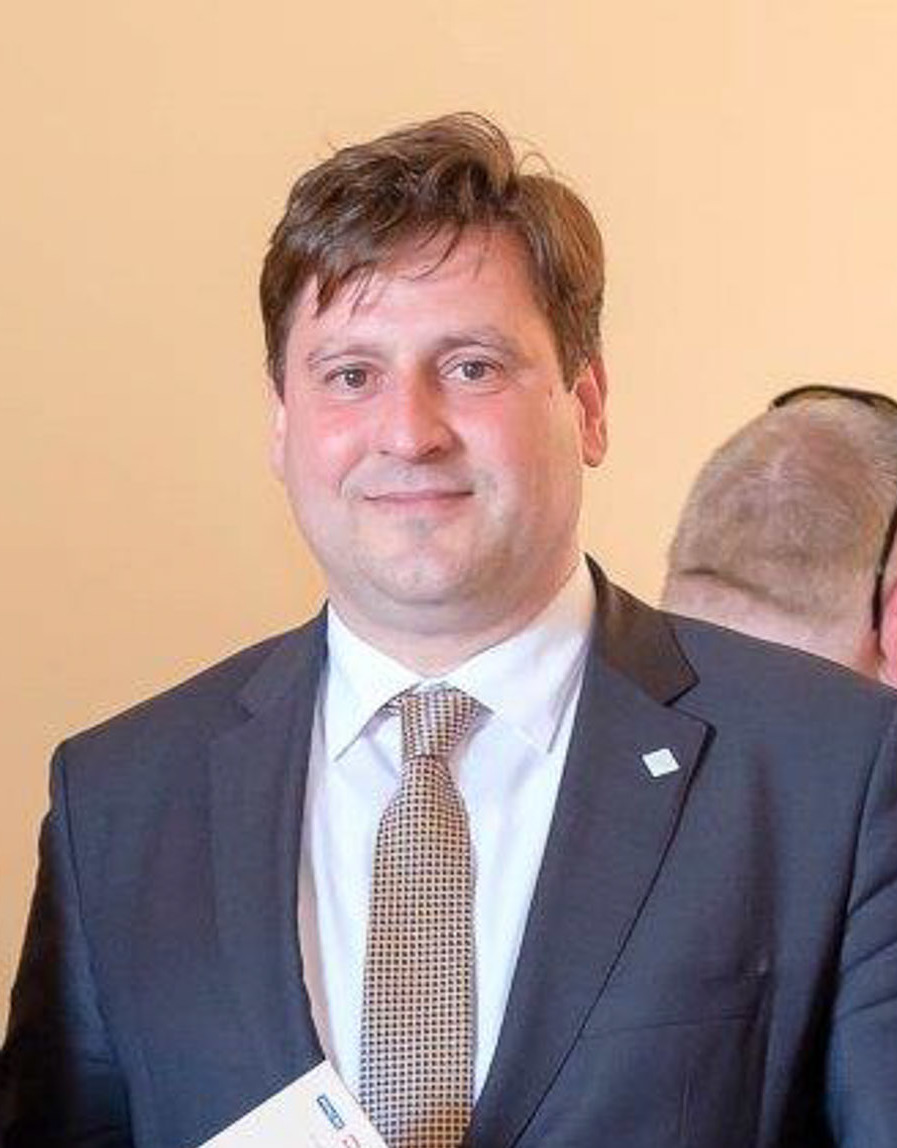
Stefan Szirucsek (2018)

Stefan Szirucsek (* 1969) ist ein österreichischer Kommunalpolitiker (ÖVP) und war von September 2016 bis März 2025 Bürgermeister der niederösterreichischen Stadtgemeinde Baden bei Wien.

## Leben und Engagement
Stefan Szirucsek, dessen Vater Eduard Szirucsek (1935–1996) 1969 die Österreichische Mathematik-Olympiade mitbegründete, absolvierte die Technische Universität Wien (Diplom 1999) und ist von Beruf Bauingenieur, Vorsitzender Aufsichtsrat der Immobilien Baden GesmbH & Co KG und seit 2005 Gemeinderat in Baden (Vorsitzender des Ausschusses für Sicherheit und Zivilschutz sowie stellvertretender Vorsitzender des Ausschusses für Bauangelegenheiten, Stadtgärten und Weinbau). Von 2010 bis 2015 war er als Stadtrat tätig. 
Nachdem der Badener Bürgermeister Kurt Staska (ÖVP) überraschend seinen Rücktritt erklärt hatte, wurde Stefan Szirucsek am 21. September 2016 einstimmig vom ÖVP-Stadtvorstand als Nachfolger nominiert und am 27. September 2016 vom Gemeinderat mit 31 von 40 abgegebenen Stimmen zum neuen Bürgermeister von Baden gewählt (33 gültige, 7 ungültige Stimmen, eines der 41 Mitglieder des Gemeinderates fehlte). Als Ziele nannte Szirucsek, die hohe Lebensqualität in Baden zu erhalten, die Bürgerbeteiligung auszubauen und den eingeschlagenen Weg hinsichtlich des verantwortungsvolle Umgangs mit Ressourcen, den Erhalt von Grünräumen und Ökosystemen weiter fortzusetzen.
Nach den Gemeinderatswahlen in Niederösterreich 2025 wurde Carmen Jeitler-Cincelli im März 2025 zur Bürgermeisterin von Baden gewählt.
Er ist Vorsitzender und Sprecher für Pflichtschulen des Niederösterreichischen Landesverbandes der Elternvereine (LEVNÖ).